# 阜阳劣质奶粉事件
阜阳劣质奶粉事件是指自2003年以来，在中國安徽省阜阳市曝光的一系列劣质奶粉事件。此事件也揭发出中国大陆各地制造、销售劣质奶粉和一系列因为食用“劣质奶粉”导致婴幼儿生病、死亡的相关事件。

## 概述
劣质奶粉危害对象为以哺食奶粉为主的新生婴幼儿，主要危害是由于蛋白质摄入不足，导致营养不良，症状表现“头大、嘴小、浮肿、低烧”，由于以没有营养的劣质奶粉作为主食，出现造血功能障碍、内脏功能衰竭、免疫力低下等情况，还有的表现为脸肿大、腿很细、屁股红肿、皮肤溃烂和其他的幼儿严重发育不良特征；由于症状最明显的特征表现为婴儿“头大”，因此又称为“大头娃”。
安徽阜阳作为“劣质奶粉”的重灾区和产生严重后果的爆发区，该事件通称为“阜阳劣质奶粉事件”。据2003年12月19日记者对阜阳市人民医院儿科的采访，仅该医院截至当时就收治超过70例这类症状的婴儿、幼儿。根据2004年4月27日《新华网》发布的国务院调查组对阜阳地区的调查结果，阜阳2003年5月1日以后出生、以奶粉喂养为主的婴儿中没有严重营养不良的婴儿，共有轻度、中度营养不良婴儿189例，阜阳市因食用劣质奶粉造成营养不良而死亡的婴儿共计12人。
随着“劣质奶粉”问题的曝光和深挖，全国各地因为劣质奶粉问题导致严重致病、夭折的个案不断涌现。到2004年4月25日，已有山东、成都、江西、太原、广东、兰州、辽宁、海南、武汉、长沙、深圳、浙江、河北等地发现其踪影，甚至北京、广州出现了怀疑吃劣质奶粉导致的严重发育障碍婴儿。2013年，新闻回访当时受害儿童，大量儿童出现身体残疾的情况。

## 处罚
此事经曝光后，中共安徽省省委、安徽省政府对阜阳官员举行处罚。然而基层的处罚则充满戏剧，出现“假处分”的官场相护及利益集团相互排挤事件。
| 姓名   | 当时职位               | 处罚情况                                 | 后续跟踪                                                                                   | 备注 |
| ------ | ---------------------- | ---------------------------------------- | ------------------------------------------------------------------------------------------ | ---- |
| 刘庆强 | 阜阳市市长             | 行政记大过处分                           | 2005年，升任安徽环保局局长 2010年1月任安徽省环境保护厅巡视员                               |      |
| 马明业 | 阜阳市副市长           | 党内严重警告、行政记大过处分，并责令辞职 | 查因贿赂安徽省副省长王昭耀被免职                                                           |      |
| 杜长平 | 阜阳市副市长           | 记过处分                                 | 安徽省女企业家商会执行会长 星光股份有限公司总经理                                          |      |
| 周云莲 | 市副秘书长             | 撤销党内职务、行政撤职处分               |                                                                                            |      |
| 周毅生 | 市工商局局长           | 党内严重警告、行政记大过处分，并责令辞职 | 2005年，调任安徽省工商局调研员                                                             |      |
| 杨伟   | 市工商局副局长         | 撤销党内职务、行政撤职处分               | 改任六安市工商局副局长                                                                     |      |
| 杨树新 | 市工商局公平交易局局长 | 开除党籍、行政开除处分                   | 2005年因玩忽职守罪被判6年有期徒刑                                                          |      |
| 曹化之 | 市卫生局局长           | 党内严重警告、行政记大过处分             | 仍任原职                                                                                   |      |
| 丁丽玲 | 市卫生局副局长         | 党内严重警告、行政记大过处分，并责令辞职 | 2016年2月15日，任阜阳市人力资源和社会保障局调研员 2007年10月，升任阜阳市劳动和社保局副局长 |      |